# Reticulit

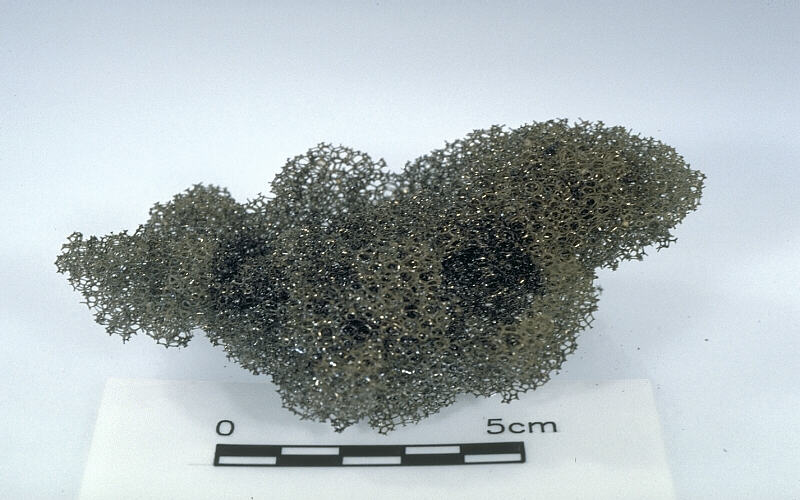
Reticulit vom Vulkan Kīlauea (Hawaiʻi)

Der Reticulit, auch als „Glasschaum“ bezeichnet, gehört zu den Vertretern der pyroklastischen Gesteine. Sie sind als außergewöhnlich gasreiche Bimssteine durch einen extrem geringen Gesteinsanteil von 0,5–1,5 % gekennzeichnet.
Dieses sehr seltene, hauptsächlich am Kīlauea-Vulkan auf Hawaiʻi und am Piton de la Fournaise auf Réunion beobachtete Gestein besitzt eine Dichte von 0,02–0,03 g/cm3 und gilt damit als das leichteste Gestein der Welt.
Ursprünglich wurde das Gestein von dem amerikanischen Mineralogen James Dana als thread-lace scoria (Spitzen-Faden-Schlacke) bezeichnet. Trotz der geringen Dichte des Gesteins schwimmt der Reticulit nicht wie die meisten Bimssteine in Wasser, weil die luftgefüllten Hohlräume des Reticulits untereinander verbunden sind und sich mit Wasser füllen.
Aufgrund des seltenen Vorkommens des Gesteins und der unregelmäßigen Zusammensetzung besitzt Reticulit keine technische Verwendung.

## Genese

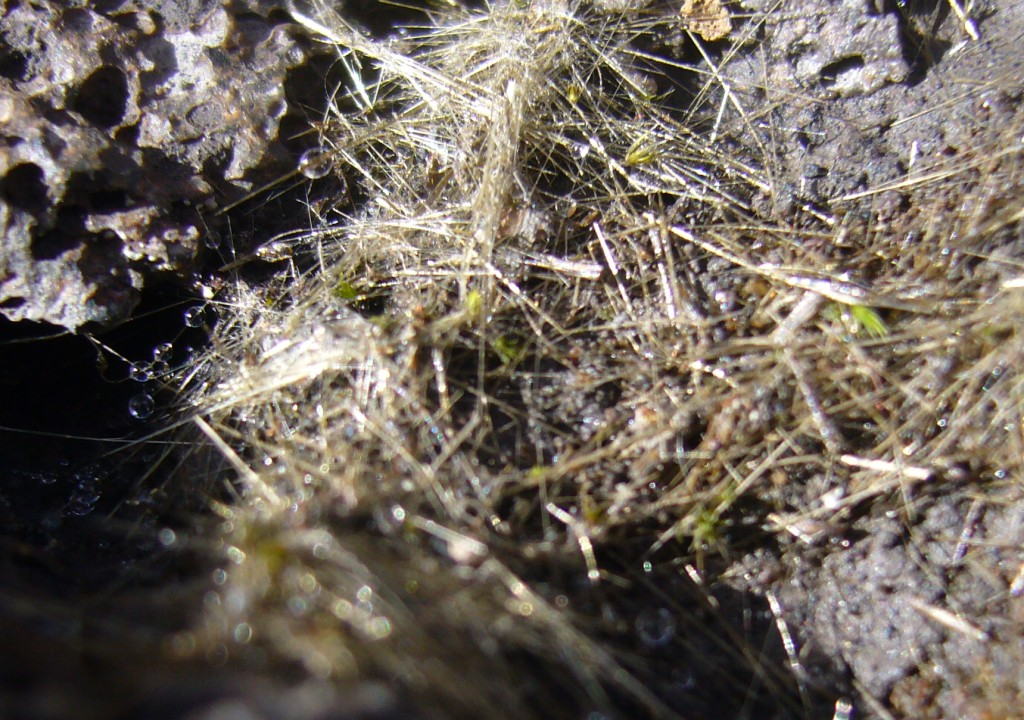
Peles Haar vom Piton de la Fournaise (Réunion)

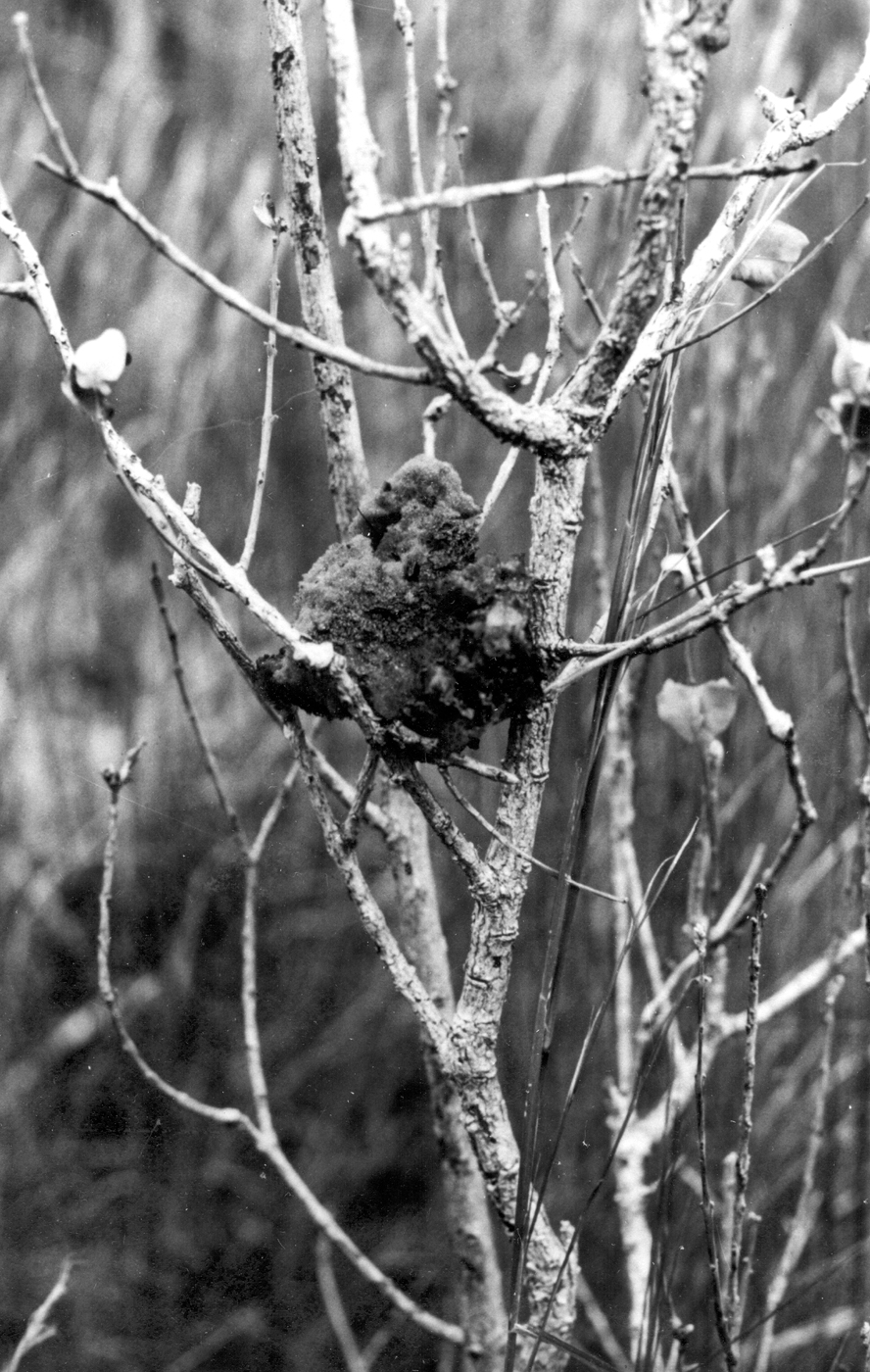
Bei einem Ausbruch des Kīlauea 1969 in einen Baum gewehter Reticulit (Durchmesser: 15 cm)

Heiße, dünnflüssige, basaltische Lava kann während eines Vulkanausbruchs große Mengen an Gas mit sich führen. Das Gas dehnt sich infolge des abrupten Druckabfalls während der fontänenartigen Eruption aus, so dass die kleinen Gasblasen platzen und sich zu größeren Hohlräumen verbinden. Die bimsartigen Lavafetzen werden in der Luft zu einem filigranen Geflecht von vulkanischen Glasfäden ausgezogen. Je nach dem Grad der Deformierung während der Abkühlung der Fäden in der Luft entsteht ein netzartiges Gebilde, der Reticulit, dünne Glasfäden und tropfenförmige Gebilde, die nach der hawaiianischen Vulkangöttin Pele als Peles Haar oder Peles Tränen bezeichnet werden.